# Allamoore
Allamoore ou Allamore est une petite localité située dans le comté de Hudspeth, dans le Texas, aux États-Unis. La ville est située juste au nord de l’Interstate 10, à environ 35 kilomètres au sud-est de Sierra Blanca et à 18 km à l’ouest de Van Horn,.

## Géographie
C’est l'une des rares villes du Texas située dans le fuseau horaire UTC-7.

## Histoire
Les premiers habitants s’installent vers 1880, un premier bureau de poste est construit dans la région sous le nom d'Acme en 1884. Il est fermé seulement 2 ans plus tard, un nouveau ouvre en 1888 sous le nom d’Allamoore d'après le nom de la première postière, Alla R. Moore. Il a fermé ses portes en 1895 pour rouvrir deux ans plus tard sous le même nom.

## Population et société

### Démographie
La population chute à 10 habitants en 1914, puis passe à 25 habitants dans les années 1920. Juste avant la Grande Dépression, ce chiffre était passé à 75. Au milieu des années 1930, la population était estimée à environ 25. Soixante-dix élèves des ranchs environnants ont fréquenté l'école d'Allamoore. Allamoore a connu une autre augmentation démographique au milieu des années 1940, qui a duré environ 20 ans avant que la population ne baisse définitivement. En 2000, la population était d’environ 25 habitants.